# Sredozemsko morje
Sredozemsko morje je približno 4000 km dolgo in okoli 800 km široko robno morje Atlantskega oceana, ki ga na severu omejuje Evropa, na jugu Afrika, na vzhodu pa Azija. Slovenski izraz »sredozemski« je neposreden prevod latinskega mediterraneus, iz medium, »sredina« in terra, »zemlja, dežela«. Skupen izraz za Sredozemsko morje in dežele okoli njega je Sredozemlje ali Mediteran.

## Geografija in geologija
Sredozemsko morje je na zahodu z Gibraltarskim prelivom povezano z Atlantskim oceanom, na severovzhod pa prek Dardanel z Marmarskim morjem (ki ga navadno obravnavajo kot del Sredozemskega morja) in prek Bosporskega preliva naprej v Črno morje. Sueški prekop na jugovzhodu povezuje Sredozemsko morje z Rdečim morjem.
Površina Sredozemskega morja je 2,509 milijona km². Najgloblja točka (5121 m) leži jugozahodno od rta Matapan na Peloponezu, povprečna globina je 1370 m, prostornina je 3,7 milijona kubičnih kilometrov. Zaradi šibke povezanosti z oceani je plimovanje v Sredozemlju na splošno majhno. Slanost je s 38 promili višja od slanosti Atlantskega oceana. Sredozemsko morje ima negativno vodno bilanco: letno izhlapi 4690 km³ vode, s padavinami in rečnimi pritoki pa se je vrne le 1830 km³. Tako bi se brez stalnega dotoka vode iz Atlantskega oceana skozi Gibraltarski preliv gladina letno znižala za 1,4 m in se v približno 1500 letih izsušilo.
Podmorski prag med tunizijsko obalo in Sicilijo (Sicilski preliv) deli Sredozemsko morje na vzhodni in zahodni del. Drug podvodni prag leži med špansko in maroško obalo, malo pred Gibraltarskim prelivom. Ta zaradi svoje plitvosti (300 m) omejuje kroženje vode, zaradi česar je plimovanje v Sredozemlju manjše, slanost pa večja kot v Atlantiku. Največja reka, ki se izliva v sredozemsko morje, je Nil, ki priteče z južne smeri, iz centralne Afrike. Druge večje (evropske) reke, ki pritekajo v to more  so Ebro, Rona, Arno, Tibera, Pad, Adiža, Piava, Tilment, Soča, Neretva, Drim, Bojana /Bunë, Škumbin, Vjosa, Vardar, Marica, itd.
Sredozemsko morje je skupaj z delom Indijskega oceana del nekdanjega oceana Tetida, ki je zaradi tektonskega narivanja Afriške plošče na Evrazijsko pred 30 milijoni let, v dobi oligocena, ostalo skoraj odrezano. Tektonski premiki so še vedno dejavni, rezultat česa je dejavnost ognjenikov Etna, Vezuv in Stromboli (vsi v Italiji) ter pogosti rušilni potresi v Italiji, Grčiji in Turčiji. Pred 6 milijoni let se je zaradi tektonskega narivanja Gibraltarski preliv zaprl in Sredozemsko morje se je izsušilo. Dokaz za to so terciarne plasti sadre in soli globoko na morskem dnu.

## Klimatske razmere

#### Temperatura morja
|              | Jan | Feb | Mar | Apr | Maj | Jun | Jul | Avg | Sep | Okt | Nov | Dec | Ø/leto |
| ------------ | --- | --- | --- | --- | --- | --- | --- | --- | --- | --- | --- | --- | ------ |
| Marseille    | 13  | 13  | 13  | 14  | 16  | 18  | 21  | 22  | 21  | 18  | 16  | 14  | 16.6   |
| Benetke      | 11  | 10  | 11  | 13  | 18  | 22  | 25  | 26  | 23  | 20  | 16  | 14  | 17.4   |
| Barcelona    | 13  | 13  | 13  | 14  | 17  | 20  | 23  | 25  | 23  | 20  | 17  | 15  | 17.8   |
| Valencia     | 14  | 13  | 14  | 15  | 17  | 21  | 24  | 26  | 24  | 21  | 18  | 15  | 18.5   |
| Málaga       | 16  | 15  | 15  | 16  | 17  | 20  | 22  | 23  | 22  | 20  | 18  | 16  | 18.3   |
| Gibraltar    | 16  | 15  | 16  | 16  | 17  | 20  | 22  | 22  | 22  | 20  | 18  | 17  | 18.4   |
| Neapelj      | 15  | 14  | 14  | 15  | 18  | 22  | 25  | 27  | 25  | 22  | 19  | 16  | 19.3   |
| Atene        | 16  | 15  | 15  | 16  | 18  | 21  | 24  | 24  | 24  | 21  | 19  | 18  | 19.3   |
| Iraklion     | 16  | 15  | 15  | 16  | 19  | 22  | 24  | 25  | 24  | 22  | 20  | 18  | 19.7   |
| Malta        | 16  | 16  | 15  | 16  | 18  | 21  | 24  | 26  | 25  | 23  | 21  | 18  | 19.9   |
| Larnaka      | 18  | 17  | 17  | 18  | 20  | 24  | 26  | 27  | 27  | 25  | 22  | 19  | 21.7   |
| Limassol     | 18  | 17  | 17  | 18  | 20  | 24  | 26  | 27  | 27  | 25  | 22  | 19  | 21.7   |
| Antalya      | 17  | 17  | 17  | 18  | 21  | 24  | 27  | 28  | 27  | 25  | 22  | 19  | 21.8   |
| Aleksandrija | 18  | 17  | 17  | 18  | 20  | 23  | 25  | 26  | 26  | 25  | 22  | 20  | 21.4   |
| Tel Aviv     | 18  | 17  | 17  | 18  | 21  | 24  | 26  | 28  | 27  | 26  | 23  | 20  | 22.1   |

## Otoki
Večji otoki v Sredozemskem morju so:
- Balearski otoki (Majorka, Menorca in Ibiza) v zahodnem Sredozemlju
- Korzika, Sardinija in Sicilija v osrednjem Sredozemlju (tudi Malta in Krf z Jonskimi otoki ter Džerba v Tuniziji in Elba v Italiji)
- Kreta, Rodos in Ciper v vzhodnem Sredozemlju (in Egejski otoki z največjo Evbojo; Lezbos, Hios, Samos, Lemnos ...)

## Polotoki
- Mala Azija (Anatolija) - Turčija
- Balkanski polotok - Turčija, Grčija, Albanija, (Bolgarija, Severna Makedonija), Črna Gora, (Kosovo), Bosna in Hercegovina, Hrvaška, Slovenija 
  - Galipoli - Turčija
  - Peloponez, Atika in Halkidika - Grčija
  - Istra - Hrvaška, Slovenija
  - (Pelješac - Hrvaška)
- Apeninski polotok - Italija (in San Marino)
  - Gargano
  - Salento
  - Kalabrija
- Pirenejski (tudi Iberski polotok) - Španija, Francija, Andora

## Države ob (in v) Sredozemskem morju
V Evropi, od zahoda proti vzhodu: Španija, Francija, Monako, Italija, Malta, Slovenija, Hrvaška, Bosna in Hercegovina, Črna gora, Albanija in Grčija.
V Aziji, od severa proti jugu: Turčija, Ciper, Sirija, Libanon, Izrael in Palestina.
V Afriki, od vzhoda proti zahodu: Egipt, Libija, Tunizija, Alžirija in Maroko.

## Morja v Sredozemskem morju
Zahodni del Sredozemskega morja (od Gibraltarja do praga med Tunizijo in Sicilijo) se deli na sledeča območja:
- Alboransko morje (med Gibraltarskimj prelivom, Afriko [Maroko, Alžirija] in Iberskim polotokom - Španijo)
- Balearsko morje (ali Zahodno morje, vzhodni del imenovan tudi Sardinsko morje), od Gibraltarja oz. Alboranskega morja do Korzike in Sardinije; zalivi: Valencijski, Levji zaliv...)
- Ligursko morje - med Ligurijo in Korziko (v ožjem smislu - ob Ligurski obali Genovski zaliv)
- Tirensko morje - med Korziko, Sardinijo, Sicilijo in Apeninskim polotokom (zalivi: Neapeljski zaliv, Salernski zaliv, Z. sv. Evfemije, Z. Castellammare na Siciliji...)

Vzhodni del Sredozemskega morja (od praga med Tunizijo in Sicilijo do Azije) se deli na sledeča območja:
- Jadransko morje - med Apeninskim in Balkanskim polotokom severno od Otrantskih vrat (Beneški zaliv s Tržaškim, Kvarnerski zaliv, Zaliv Manfedonia, Drimski zaliv, Boka Kotorska)
- Jonsko morje - med južno Italijo, Sicilijo in Grčijo
- Libijsko morje - med Afriko (obsega mdr. Tuniški zaliv ter obe Sirti - zaliva Mala in Velika Sirta) in Sicilijo (na zahodu ga Sicilski preliv povezuje s Tirenskim morjem, na severovzhodu prehaja v Jonsko morje, na vzhodu pa preko Kretskega morja v Levantinsko).
- Egejsko morje - med Grčijo, Kreto in Turčijo (Trakijsko morje, Kretsko morje, Mirtojsko morje, Solunski zaliv, Strumiški zaliv, Edremitski zaliv, Saros,...)
- Vzhodno morje (Levantinsko morje) - med Turčijo, Azijskimi obalami (Levantom) in Egiptom (na zahodu prehaja v Egejsko in Jonsko morje oz. Libijsko morje) (Antalijski zaliv, Iskendrunski zaliv...)

Dogovorjene meje med temi morji so:
- med Balearskim in Ligurskim morjem: Saint-Tropez (Francija) - Calvi (Korzika)
- med Balearskim in Tirenskim morjem: Isola dei Cavoli (Sardinija) - Bizerta (Tunizija)
- med Ligurskim in Tirenskim morjem: Capo Corso (Korzika) - Piombino (Italija)
- med Tirenskim in Afriškim/Libijskim morjem: Bizerta (Tunizija) - Trapani (Italija)
- med Jadranskim in Jonskim morjem: Otranto (Italija) - Valona (Albanija)
- med Jonskim in Afriškim/Libijskim morjem: Capo Passero (Sicilija) - Darnah/Derna (Libija)
- med Jonskim in Egejskim morjem: Kitera (Grčija) - Kissamos (Kreta, Grčija)
- med Jonskim in Vzhodnim (Levantinskim) morjem: Kissamos (Kreta, Grčija) - Darnah/Derna (Libija)
- med Egejskim in Vzhodnim (Levantinskim) morjem: vzhodna Kreta - Karpatos (Grčija) - Rodos (Grčija) - Marmarsko morje (Turčija)